# Murder by Numbers (videogioco)
Murder by Numbers (パズル探偵スカウト?, Puzzle Tantei Scout) è un videogioco del 2020 sviluppato da Mediatonic e pubblicato per Nintendo Switch e Microsoft Windows. Il gioco è un videogioco rompicapo incentrato sui nonogram con elementi da visual novel e uno stile grafico da anime.

## Trama
Murder by Numbers è ambientato nella Los Angeles della metà degli anni 1990.

## Sviluppo
Il gioco è stato ideato da Ed Fear, creatore di The Swords of Ditto, con il character design affidato a Hato Moa (Hatoful Boyfriend). La colonna sonora è composta da Masakazu Sugimori, noto per Phoenix Wright: Ace Attorney, Viewtiful Joe e Ghost Trick: Detective fantasma.
Il titolo è stato distribuito il 5 marzo 2020 per Nintendo Switch e il giorno seguente per Microsoft Windows tramite Steam.